# Hennessey Venom GT
El Hennessey Venom GT es un automóvil superdeportivo de dos puertas biplaza, con motor central-trasero montado longitudinalmente de tracción trasera, producido por el fabricante estadounidense Hennessey Performance Engineering. Fue presentado al público el 29 de marzo de 2010.

## Ingeniería

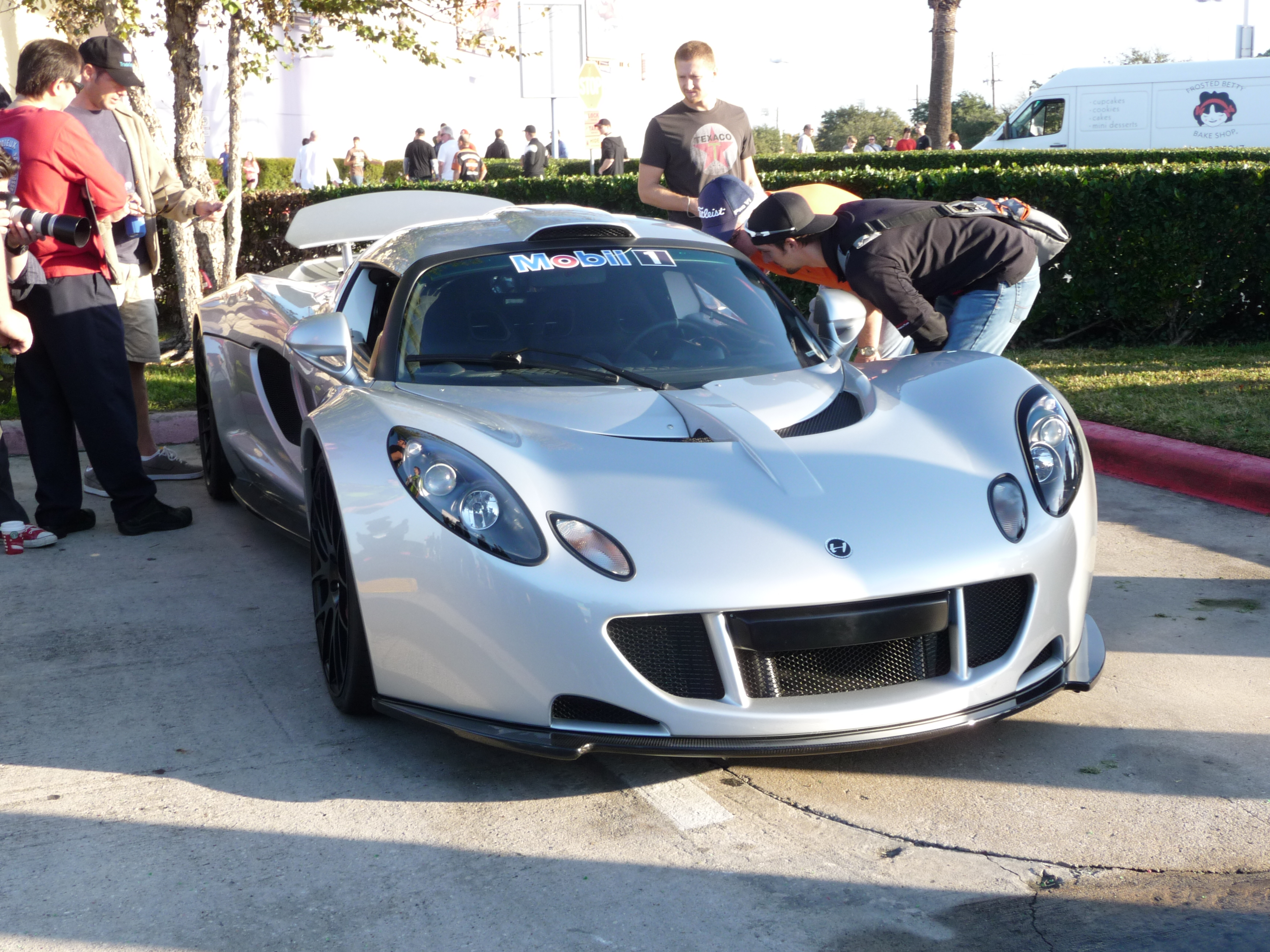
Chasis #001 en Cars and Coffee de Houston, Texas en 2010.

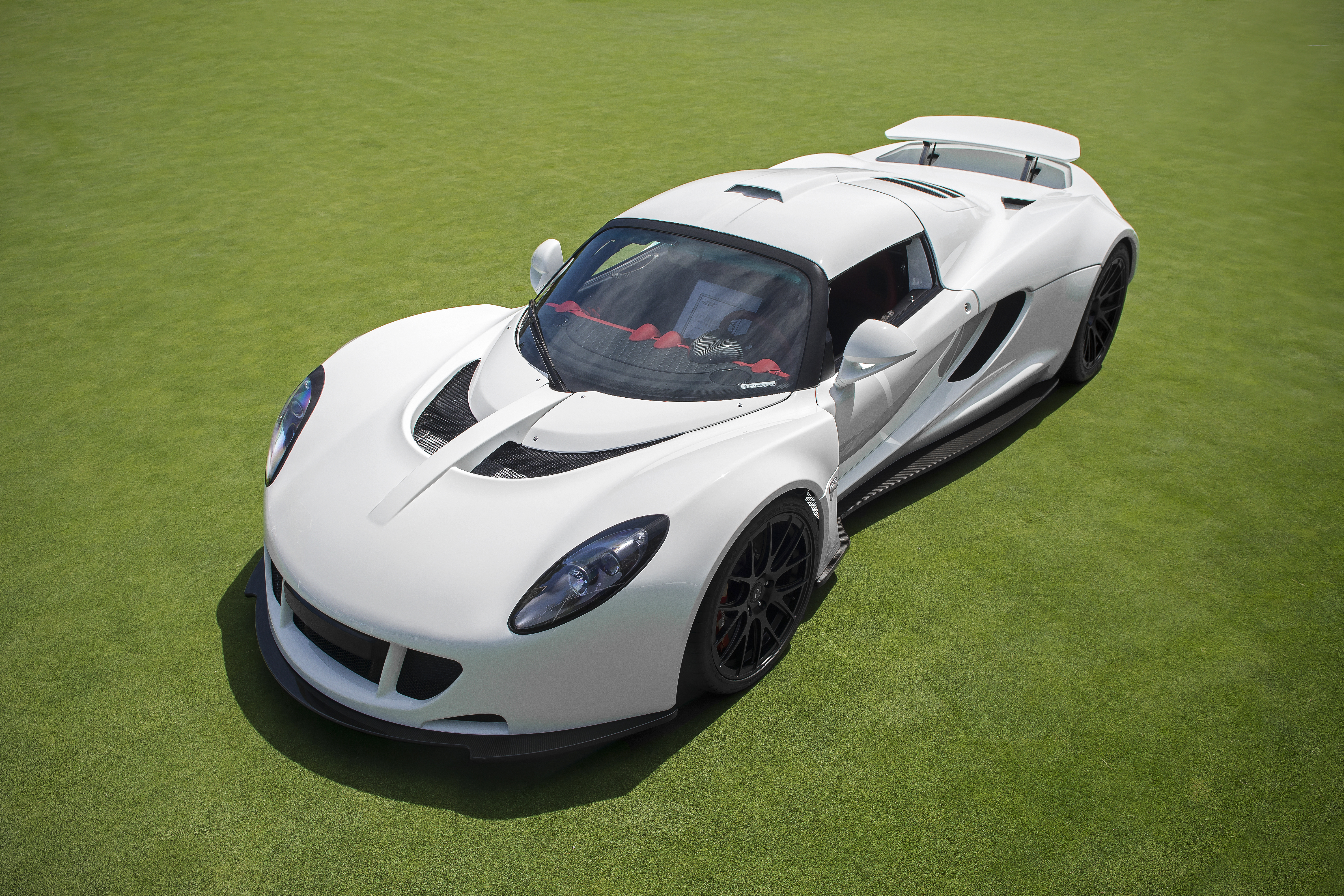
En Pebble Beach durante la semana del automóvil de Monterey de 2014.

Está basado en un chasis severamente modificado de un Lotus Exige, el cual es impulsado por un motor V8 a 90° LSX de origen General Motors de 427 pulgadas cúbicas (7 litros) con doble turbocompresor, tomado del Chevrolet Corvette ZR1, que desarrolla una potencia máxima de 1244 HP (1261 CV; 928 kW) a las 6600 rpm y un par máximo de 1155 lb·pie (1566 N·m) a las 4400 rpm. El motor está acoplado a una transmisión manual Ricardo plc de seis velocidades, con lo que podría alcanzar una velocidad máxima estimada de 278 mph (447 km/h) y acelerar de 0 a 60 mph (0 a 97 km/h) en solamente 2.7 segundos.
Un sistema de control de tracción programable se encargará de la producción de energía. La Dinámica de Fluidos Computacional (CFD, por sus siglas en inglés "Computational Fluid Dynamics") pusieron a prueba la carrocería y la fuerza carga aerodinámica también ayudan a mantenerlo estable.
Bajo diferentes condiciones de carretera y pista de carreras, un sistema aerodinámico activo despliega un alerón trasero móvil. Un sistema de suspensión permite ajustes de altura para el manejo de acuerdo a las condiciones de velocidad y conducción. Los neumáticos Michelin Pilot Super Sport PS2 también ayudan a enviar la potencia al suelo.

## Producción
La versión de producción tendría un peso poco menor a las 2400 libras (1089 kg) gracias a su carrocería de fibra de carbono. Los frenos están a cargo de Brembo de 6 pistones delante y 4 pistones atrás con discos cerámicos de 15 pulgadas (38,1 cm).
Hennessey fabrica los motores en sus instalaciones de Sealy (Texas), los cuales son llevados en aviones de carga a la planta de montaje cerca de Silverstone, Inglaterra, donde es construido y probado. Al comprador del Venom GT se le ofrece una orientación e instrucciones de conducción de un día por un piloto de pruebas de la fábrica Hennessey en una pista en el Reino Unido o en los Estados Unidos antes de la entrega.
Hennessey tenía previsto establecer una red de distribuidores Venom GT en el Medio Oriente, Europa, Rusia, Australia y Asia. La producción estaba limitada a solamente 10 vehículos por año. El motor es ajustable a 800 HP (811 CV; 597 kW), 1000 HP (1014 CV; 746 kW) ó 1244 HP (1261 CV; 928 kW).

### Spyder
Es la versión Spyder del Venom GT. Después de que el cantante Steven Tyler del grupo de Rock Aerosmith decidió ordenar un Venom GT, se acercó a Hennessey en el otoño de 2011 y le preguntó si una versión de techo abierto podría ser creada. Después de hacer los cambios estructurales adecuados que le agregaron 14 kilogramos (31 lb) de peso, la compañía incrementó la potencia del motor a 1244 HP (1261 CV; 928 kW) para mantener la relación potencia a peso de 1 HP/kg. Tyler era el primer cliente de cinco programados en recibir su unidad para finales de 2013.

### Final Edition
Hennessey Performance anunció que el Venom GT había llegado al final de su vida comercial, del cual solamente han fabricado seis unidades Hardtop y otras seis Roadster, por lo que la última que ha sido producida la han denominado "Final Edition".
Para este último ejemplar han elegido un llamativo tono exterior denominado "Glacier Blue", que se adorna con dos finas franjas de color blanco. Donde no hay cambios algunos es en el apartado mecánico, aunque es capaz de generar 1451 CV (1431 HP; 1067 kW) de potencia, con el mismo peso total de 1244 kg (2743 libras).
Con estas cifras se convirtió en el deportivo más rápido del planeta, ya que en 2014 alcanzó una velocidad punta de 270,49 mph (435,31 km/h), mientras que dos años después fue el descapotable más rápido del mundo, al alcanzar 427,44 km/h (266 mph). Su sucesor ha sido bautizado como Hennessey Performance Venom F5.

## Récords mundiales
El 14 de febrero de 2014 consiguió récord mundial del coche de calle más rápido del mundo al alcanzar una velocidad punta verificada de 270,49 mph (435,31 km/h), en el Kennedy Space Center de Cabo Cañaveral (Florida). Sin embargo, no se tomó en cuenta de manera oficial por parte de Guinness, debido a ciertos requisitos con los que no cumplía.
El piloto escogido fue el exingeniero de Michelin y Director de Miller Motorsport Brian Smith y el trazado, la pista de aterrizaje que usaban los transbordadores espaciales Space Shuttle con 5,1 km (3,2 millas) de longitud. El récord fue registrado con un sistema de adquisición de datos Racelogic VBOX 3i GPS y gracias a estas mediciones solamente necesitó 10,1 segundos para pasar de 260 a 270,49 mph (418,43 a 435,31 km/h).
Por otra parte, tiene el Récord Guinness de aceleración de 0 a 300 km/h (186 mph) en solamente 13,63 segundos, establecido el 10 de enero de 2013 al ser conducido por John Kiewicz en el aeropuerto de Ellington, ubicado al sureste de Houston (Texas), superando así al Koenigsegg Agera R que lo hizo en 14,53 segundos y al Bugatti Veyron Super Sport que lo hizo en 14,6 segundos.
Según Guinness, el Bugatti seguía siendo el automóvil de producción más rápido del mundo, ya que para obtener el estatus oficial, el coche debía completar dos carreras que luego se promedian. Además, el fabricante debe construir un mínimo de 30 unidades. Según los informes, la NASA permitió solamente una carrera en su pista de aterrizaje y Hennessey construyó menos de 29 Venom GT.

## Especificaciones
| Carrocería y chasis                 | Híbrida de fibra de carbono y compuesto de aluminio con bastidor monocasco     |
| Distribución                        | Un (OHV) árbol de levas en el bloque con 2 válvulas por cilindro (16 en total) |
| Materiales del motor                | Bloque de hierro y cabezas de aluminio                                         |
| Diámetro x carrera                  | 4,125 x 4 pulgadas (104,8 x 101,6 mm)                                          |
| Alimentación                        | Inyección multipunto secuencial electrónica                                    |
| Aspiración                          | Turbocompresores gemelos con cojinetes de bola de precisión                    |
| Relación de compresión              | 9.2:1                                                                          |
| Línea roja                          | 7200 rpm                                                                       |
| Sistema de lubricación              | Cárter seco                                                                    |
| Capacidad del tanque de combustible | 18,5 galAm (70 litros)                                                         |
| Distribución de peso                | 44% delantera y 56% trasera                                                    |
| Aceleración                         |                                                                                |
| 0-100 mph (161 km/h)                | 5.6 segundos                                                                   |
| 0-200 mph (322 km/h)                | 14.51 segundos                                                                 |
| 0-300 km/h (186 mph)                | 13.63 segundos                                                                 |
| 1/4 de milla (402 m)                | 9.92 segundos a 163 mph (262 km/h)                                             |
| 1/2 de milla (805 m)                | 206 mph (332 km/h)                                                             |
| 1 milla (1,6 km)                    | 253 mph (407 km/h)                                                             |

| 1.ª  | 2.ª  | 3.ª  | 4.ª  | 5.ª  | 6.ª  | Final |
| ---- | ---- | ---- | ---- | ---- | ---- | ----- |
| 2.61 | 1.71 | 1.23 | 0.94 | 0.77 | 0.63 | 3.36  |

## En la cultura popular
Ha aparecido en varias series de videojuegos de carreras, tales como: Need for Speed, Asphalt, Forza, entre otros.